# Jürgen Sparwasser
Jürgen Sparwasser (Halberstadt, 4 de junho de 1948) é um ex-futebolista alemão.

## Magdeburgo
Sparwasser jogou apenas por um único clube, o Magdeburgo, desde 1965 até encerrar a carreira, em 1979. Conquistou no time cinco Copas da Alemanha Oriental e três campeonatos alemães-orientais.
Participaria da conquista da Recopa Européia de 1973/74, o único troféu europeu conquistado por um clube da RDA. No total, marcou 111 gols em 271 jogos na equipe.

## Seleção
Em 1974, participou da que seria a única Copa do Mundo disputada pela Seleção Alemã-Oriental, a de 1974, ironicamente sediada na rival Alemanha Ocidental. As seleções das duas Alemanhas foram sorteadas para o mesmo grupo da primeira fase, e, em jogo de atmosfera tensa, Sparwasser marcou o gol da surpreendente vitória dos comunistas sobre os favoritos da RFA, o que lhe faria ser o jogador mais lembrado do lado oriental enquanto a separação existiu. Líder do grupo, a RDA chegaria à segunda fase, sucumbindo frente às seleções dos Países Baixos e do Brasil, ficando à frente da Argentina.
Sparwasser já havia estado em outra competição na RFA, participado também da conquista do bronze nas Olimpíadas de Munique, em 1972. Pela seleção, marcou 14 gols em 48 jogos, jogando de 1969 à 1977.

## Deserção
Embora fosse após seu feito na Copa um garoto-propaganda ideal para o regime comunista, Sparwasser preferiu não se alinhar com o governo, chegando inclusive a deserdar do país, aproveitando uma participação em uma competição de veteranos na Alemanha Ocidental.
No lado ocidental, teve breve passagem em comissões técnicas, sendo assistente no Eintracht Frankfurt de 1988 a 1989 e técnico do Darmstadt 98 de 1990 a 1991.

## Ligações Externas
- Perfil na Sports Reference